# Yanyauid
Los yanyauid o yanyawid (en árabe جنجويد, formado de las palabras "hombre", "arma de fuego" y "caballo") son un ejército paramilitar formado en la zona de Darfur (Sudán), y el este de Chad. Su nombre significa «jinetes armados». No está probada la relación etimológica de la palabra con yinn (genio). El grupo es de lengua árabe y religión islámica, que se mezcla rápidamente entre la población nómada ganadera, puesto que las facciones son comunes entre los sudaneses.
Utilizando la definición de las Naciones Unidas, los yanyauid proceden de tribus árabes sudanesas. El grupo se compone de miembros abbala (pastores de camellos) y un reclutamiento significativo de baggara (pastores de ganado). Esta definición de la ONU puede no ser totalmente exacta, ya que se han detectado casos de miembros de otras tribus. En el pasado, han tenido desacuerdos con la población sedentaria de Darfur sobre predios naturales y tierras de cultivo, debido a la disminución en las precipitaciones y la escasez de agua.
Desde el año 2003 ha sido uno de los actores principales en el conflicto de Darfur, en el que se ha producido enfrentamientos entre las tribus nómadas y la población sedentaria de la región, en una lucha por los recursos y la asignación de tierras.
Actualmente se encuentran en conflicto con el Movimiento de Liberación de Sudán y el Movimiento Justicia e Igualdad, grupos rebeldes de Darfur. Se calcula que este ejército ha asesinado a más de 30 000 personas y causado un éxodo masivo hacia campos de refugiados de más de un millón de personas.
Aunque la ONU ha calificado de crímenes contra la humanidad (no como genocidio) la ola de atentados contra los derechos humanos causados por el grupo yanyauid, no ha tomado medidas concretas de acción dados los diversos intereses político-económicos sobre la zona afectada.
La ONU hizo caso omiso a las advertencias de genocidio. Esto puede consultarse en el libro titulado Objetivo Darfur, del doctor Mukesh Kapila.